# Парикия
Парос, или Парикия (греч. Πάρος), — главный город и порт острова Парос в Греции, в составе нома Киклады. Население — 4 522 человек (2001). Порт Пароса является важным транспортным центром, из которого ходят паромы до Афин, а также в Ираклион (Крит) и до островов Наксос, Иос, Санторини и Миконос.
Парос расположен в бухте на западном побережье остова. В городе расположены — старинная церковь, небольшие магазичики и множество домов, изветвлён узкими мощеными дорожками. Парос является одним из наиболее популярных и оживленных мест острова. Кафе и рестораны, расположенные вдоль побережья привлекают много туристов. Парос также известен своей яркой ночной жизнью.
Архитектура города выдержана в старинном стиле Кикладских островов с плоскими крышами домов, белыми стенами и синими рамами окон. Дома увиты виноградной лозой и скрыты апельсиновыми и гранатовыми деревьями. На скале у моря находятся развалины древнего замка, построенного почти целиком из мрамора.

## История
Парос основан в глубокой древности. В VII в. до н. э. благодаря торговле мрамором Парос стал сильным военно-морским портом, паросцы начали колонизацию берегов Мраморного моря. В V веке до н. э. оказался под персидским господством. Византийская церковь Богородицы Стовратной, датируемая X веком, — один из старейших памятников христианской архитектуры на территории Греции.